# Sebastian Ganser

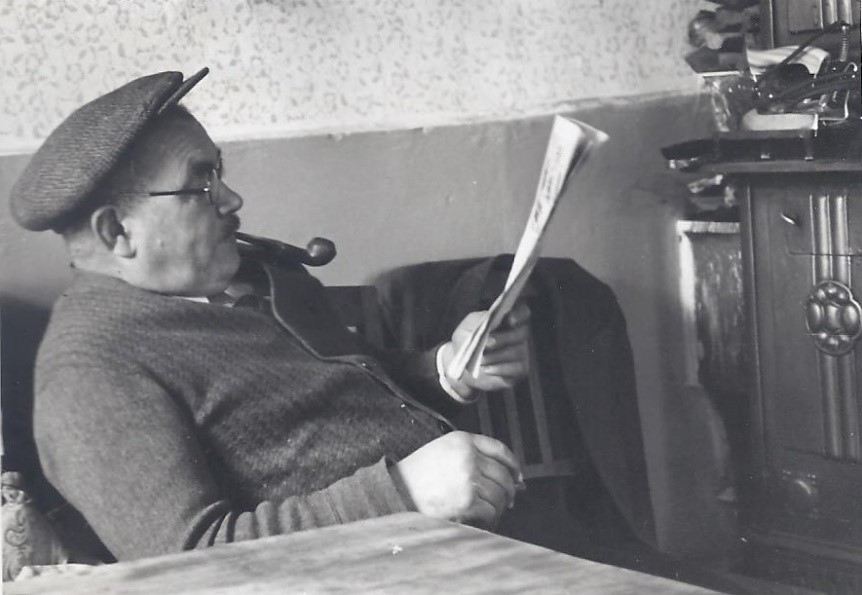
Sebastian Ganser

Sebastian Ganser (* 12. Oktober 1882 in Laupheim; † 8. Juli 1957 in Laupheim) war ein deutscher Landwirt und Landtagsabgeordneter.

## Leben
Der gebürtige Laupheimer machte eine Ausbildung in der Landwirtschaftsschule in Hohenheim und führte nach seinem Abschluss den landwirtschaftlichen Familienbetrieb in Laupheim. Er war Mitbegründer der Molkereigenossenschaft in Laupheim und leitete von 1919 bis 1922 die dortige Bezugs- und Absatzgenossenschaft.
Stark geprägt vom Katholizismus war Ganser von 1920 bis 1924 Abgeordneter der Deutschen Zentrumspartei im Württembergischen Landtag mit Sitz in Stuttgart. Darüber hinaus war er bis zur Auflösung der Zentrumspartei im Laupheimer Gemeinderat aktiv. In der Stadt, in der bis Mitte des 19. Jahrhunderts die größte jüdische Gemeinde im damaligen Königreich Württemberg lebte, trat er für ein gleichberechtigtes Miteinander von Christen und Juden ein.
In der Zeit des Nationalsozialismus lokalpolitisch kaltgestellt, wurde er mehrfach wegen seines oppositionellen Verhaltens bedroht und zu Verhören abgeholt.
Nach dem Zweiten Weltkrieg war Ganser Gründungsmitglied der Laupheimer CDU, deren Vorsitz er bis 1953 innehatte.
Von 1946 bis 1948 war er erneut Mitglied des Gemeinderats der Stadt Laupheim.
Von 1947 bis 1952 war er CDU-Abgeordneter des Landtags für Württemberg-Hohenzollern in Bebenhausen.